# Julgrytan

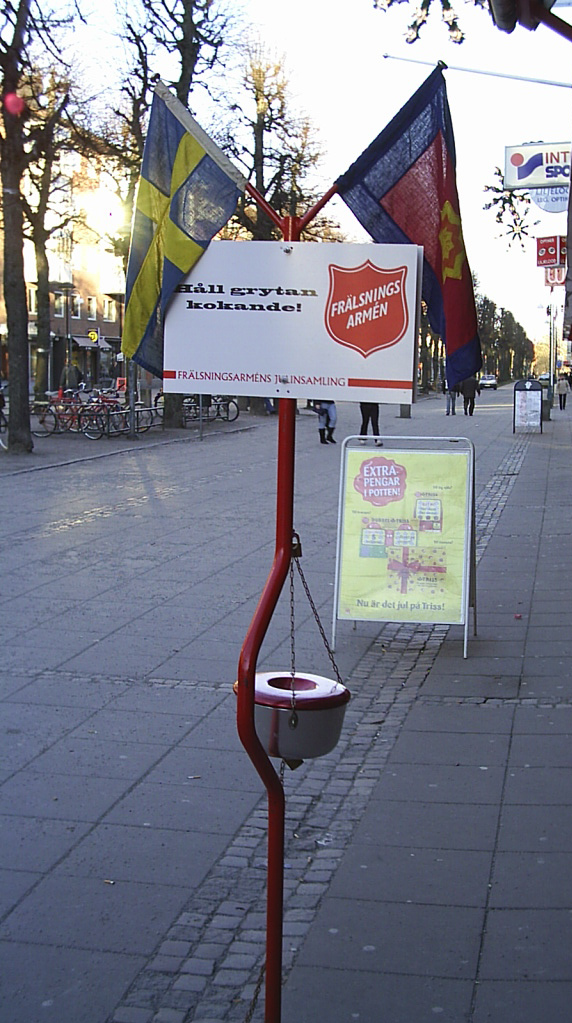
Frälsningsarméns Julgryta i Trollhättan

Julgrytan är en insamling som Frälsningsarmén anordnar varje år under devisen "Håll grytan kokande". Pengarna som kommer in under denna insamling används till hjälp åt personer som uppsöker Frälsningsarmén för att få hjälp. På många platser anordnas även julfirande för hemlösa eller personer som inte vill fira julen ensamma. 

## Historik
Under depressionen i San Francisco 1891 var det många sjömän som var arbetslösa och hade ekonomiska problem. Frälsningsarmékaptenen Joseph McFee som själv varit sjöman fick i uppdrag att ordna ett natthärbärge och kök för sjömännen. Men han visste inte hur han skulle finansiera detta projekt.
En dag fick han i fönstret till en skeppshandel syn på en järngryta, som hängde i en trefot. Han köpte grytan och trefoten och ställde upp den på en livligt trafikerad gata. Ovanför grytan hängde han upp en skylt med orden "Håll grytan kokande!". Han gick av och an framför grytan och ropade till de förbipasserande: "Hjälp oss att bespisa de hungriga sjömännen!" På detta sätt fick han ihop de pengar som behövdes.
Efter detta spreds idén med Julgrytan över hela världen och än idag, mer än 110 år senare är detta en tradition var än Frälsningsarmén arbetar.
2007 firade Frälsningsarmén att det var 100 år sedan julgrytan togs i bruk i Sverige. I och med detta kom julgrytan att få ett nytt utseende.

## Externa länkar

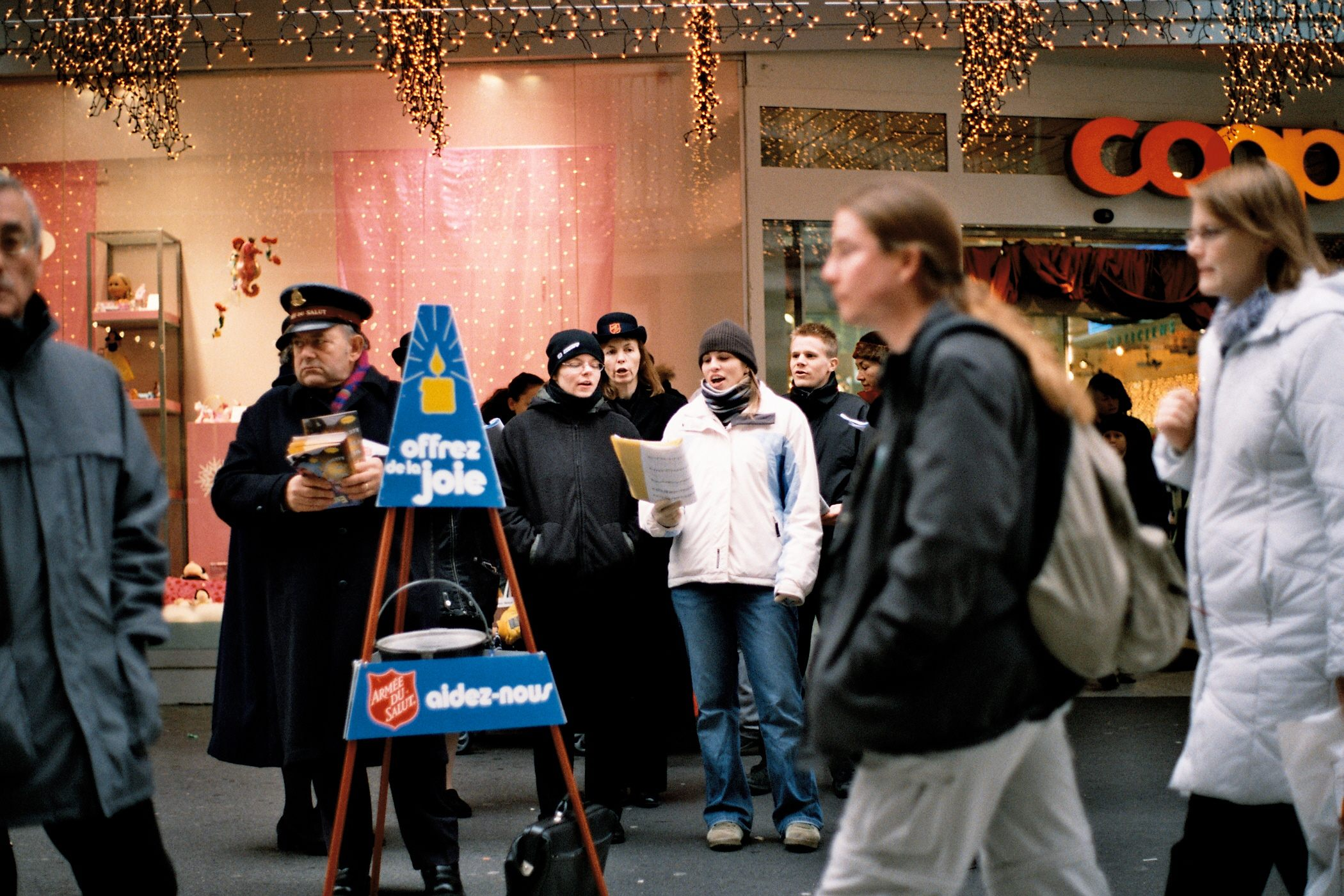
Frälsningsarméns Julgryta i Lausanne